# 育児

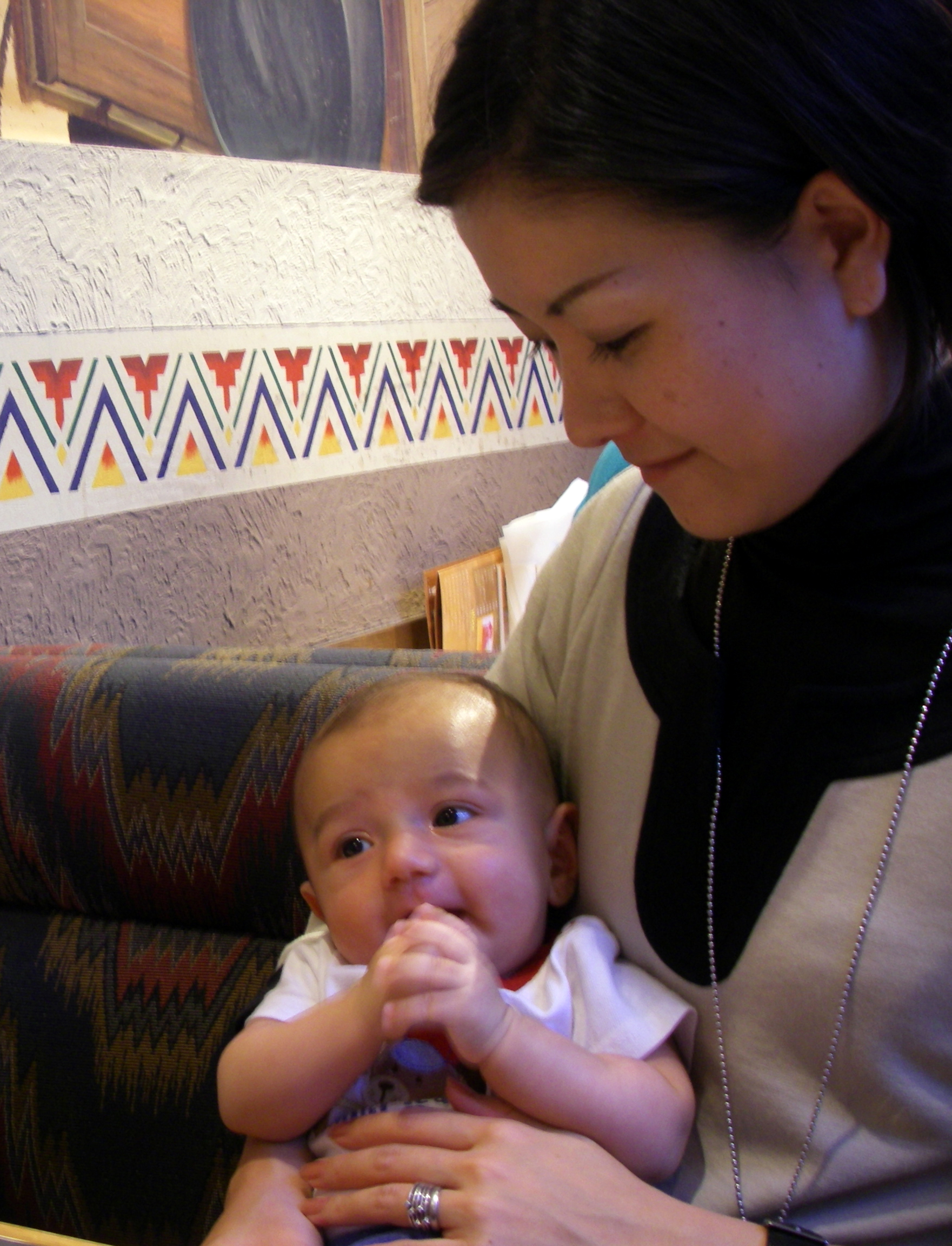
育児

育児（いくじ、英: Parenting）とは、乳幼児の世話、養育をすることである。乳幼児とは乳児と幼児を指し、小学校に入学する前の子供の総称である。育児には様々な段階があるが、学齢後は子育てを参照。
育児と訳されることがある英語child careは通常親以外の介護者が一人から複数人の生後2週間〜18歳を一度に世話し監督することを意味する。乳幼児対象はEarly child careで保育と訳す。

## 育児の要素

### 社会階級富文化
社会階級、富、文化的価値観は親がどのような育児方法を行うかに非常に強い影響を与える。しかし、時代、文化的慣習、社会規範、伝統が変化するにつれて、育児は常に進化している。家族の社会階級は、子供が利用できる機会とリソースに大きな役割を果たす。

### 栄養
母乳で育てられている赤ちゃんは、人工栄養の赤ちゃんと比較してSIDS（乳幼児突然死症候群）が起こりにくいため可能な限り母乳で乳児を育てるほうがよいと考えられている。ユニセフは金のリボン運動と称して母乳育児を推奨している。母乳を射出するオキシトシンというホルモンには、母親に幸福感や恍惚感を与える作用が、そして、母乳を産生するプロラクチンというホルモンには母親に赤ちゃんを保護したいと思わせる作用がある可能性があり、母乳育児は母親と赤ちゃんの間に強い絆をつくりあげ母性を育む一番の近道とされている。出産後、母親から最初に分泌される初乳には、IgA抗体が多く含まれ、乳児を細菌などの感染から守る働きをしている。

### 愛情

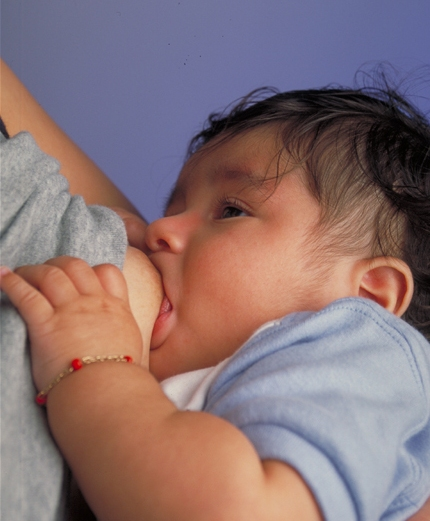
皮膚接触（スキンシップ）

皮膚接触（スキンシップ）をすることは、子の人格が健全に育つのに役立つ、とされる。赤ちゃんの皮膚感覚は脳と直結しているので、赤ちゃんの肌に触れること（タッチング）をすればするほど、脳の発達を助けることにつながる。
澤田啓司の指摘
育児の基本条件の中でも第一のものは、養育される小児と、養育する人との間に愛情の交流があることであるとされる。物理的な環境がいかに整っていようが、愛情を欠く環境では小児は健全には育たないと澤田啓司は指摘している。このことは多くの研究が示していると言う。ボウルビーは、母と子が愛情のきずなで結ばれていることが、子供が（子供の）自己への信頼を育てることになり、それがやがては他者への信頼を育てることになり、円満な社会生活を営むことができる人格形成につながる、と指摘した。子が母に対して抱く愛情のきずなをボウルビーは「attachmentアタッチメント」と呼んでいる。クラウスとケネルらは、こうした愛着の形成には、出生直後における母と子の皮膚接触（スキンシップ）や母乳哺育が大切であると指摘したと言う。こうした指摘を受けて、近年の産院では、分娩直後から母子が肌を触れ合う機会を増やしたり、早期授乳を行ったり、産褥期に母と子を同室にする、などの配慮をすることが増えてきている、と澤田啓司はした。
断乳の適切な時期については、育てる側にも様々な考え方があり、また赤ちゃんひとりひとりごとに事情も異なっているので、一概には言えない。「早ければ良い」というようなものではない、とされる。3食とも離乳食となり栄養が充分に摂れていることが確認できると、断乳を検討しはじめても良い時期となる。12ヶ月頃を目安に断乳すると良い、と言う人もいる。また、（上の節で指摘したような）母子のアタッチメント（愛着）が強化されるという利点に着目して、授乳することが発育を妨げず母子にとって楽しい行為であるうちはそのまま乳を併用すればよく、断乳を急ぐ必要はない、と言う人もいる。断乳した後でも、乳幼児はすぐには食卓の上の食べ物を自分で口に運ぶことができるようになるわけではなく、養育者が助けてやる必要がある。またこの時期は、少食や、むらのある食べ方や、《遊び食べ》の問題が生じやすい。
断乳後の栄養に関して重要な点は、
1. 栄養学的にみて、質・量ともに適切な食品を、子の摂取能力に合わせて食べやすいかたちで与えること
2. 食べることが楽しい、と思える雰囲気をつくるようにして、子の意思に反して食べることを無理強いしたり、食事量を強制したり、強引な「しつけ」をおこなったりしない

という2点だと澤田は述べた。

### 養護
澤田啓司の指摘
養護、すなわち身の回りの世話をしてやることについて解説すると、体温を維持すること、皮膚を清潔に保つこと、排泄物（いわゆるウンチやオシッコ）を処理することなどは、乳幼児は自分ではできないことなので、大人がそれをしてやることになる、という。また、健康増進のために、屋外に出て日光浴・外気浴・外遊びなどを行うことも大切だと言う。上で愛情が第一の基本条件だと指摘されているが、こうした養護行為もただ機械的に行うのではなく、愛情をこめて微笑みかけ語りかけるほうがよいし、また養育者は、子供からの笑顔や語りかけに対して積極的に応答することが大切だと、こうすることによって母と子のきずなが密となり、コミュニケーションの基礎がつくられてゆく、と澤田は指摘した。また数多くの言葉を聞かせてやることによって、言語の習得の基礎がつくられるという。

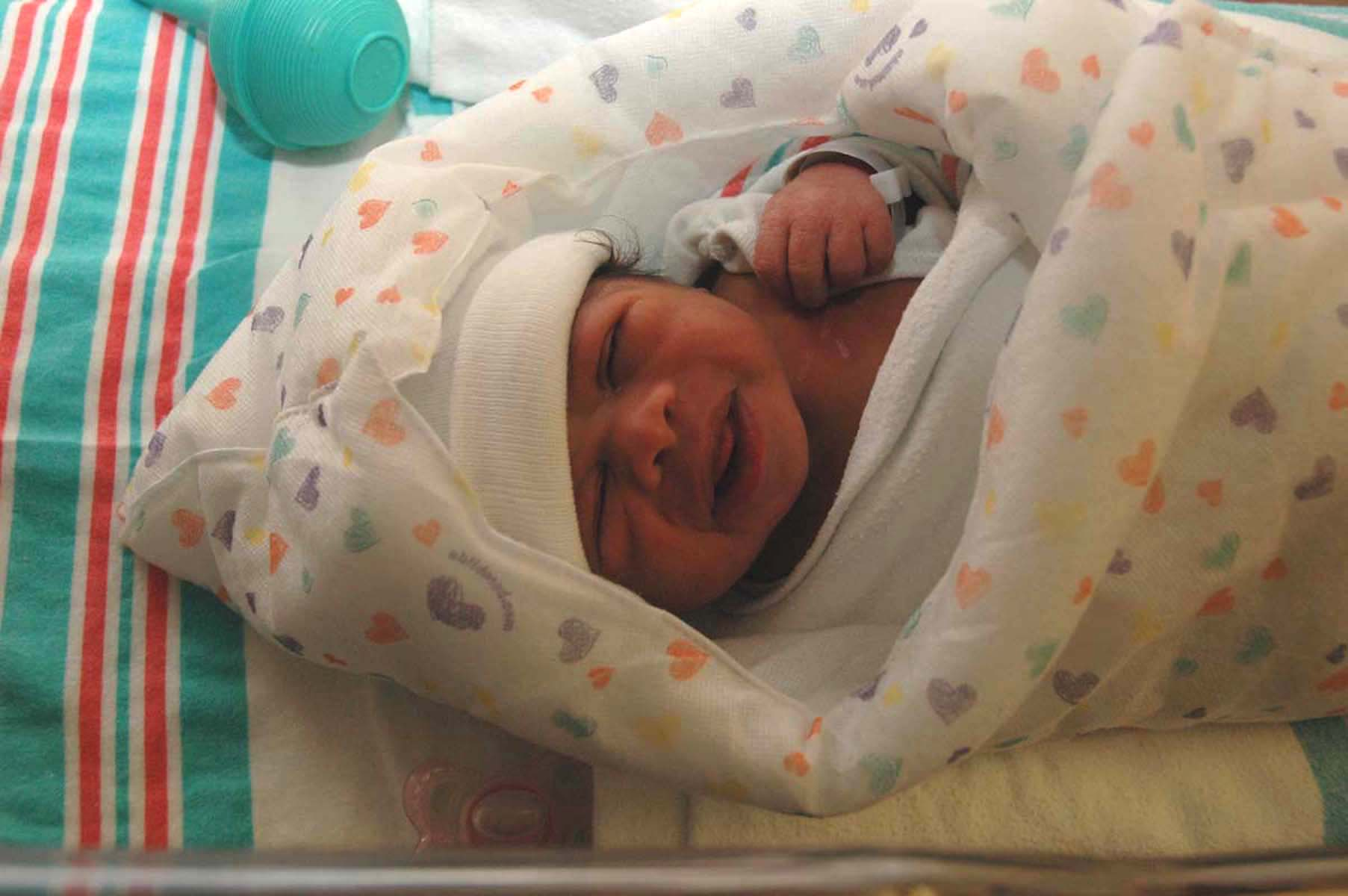
ベビー服を着せてやる。
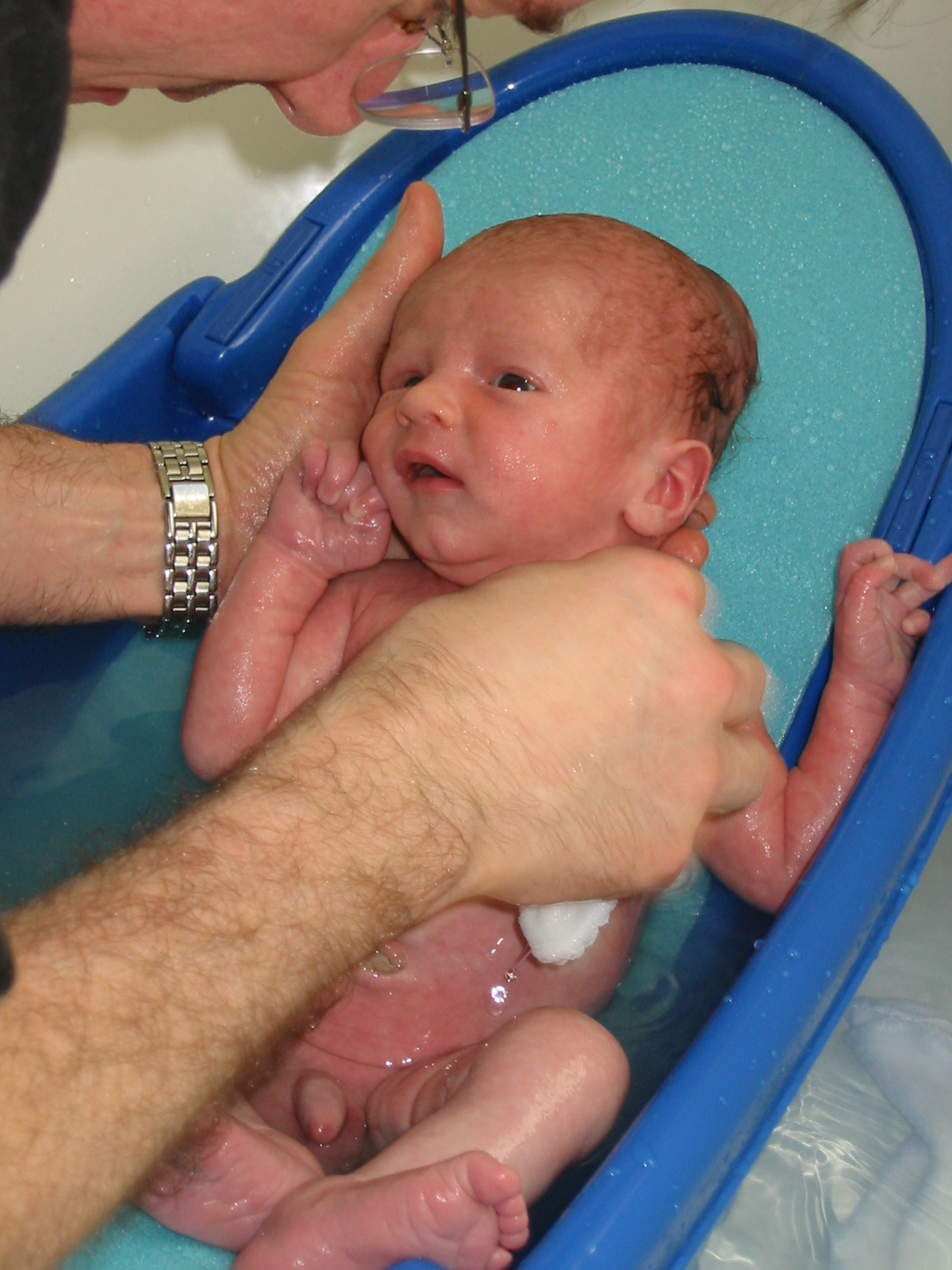
赤ちゃんにおむつをしてやる。
- 赤ちゃんを入浴させる。
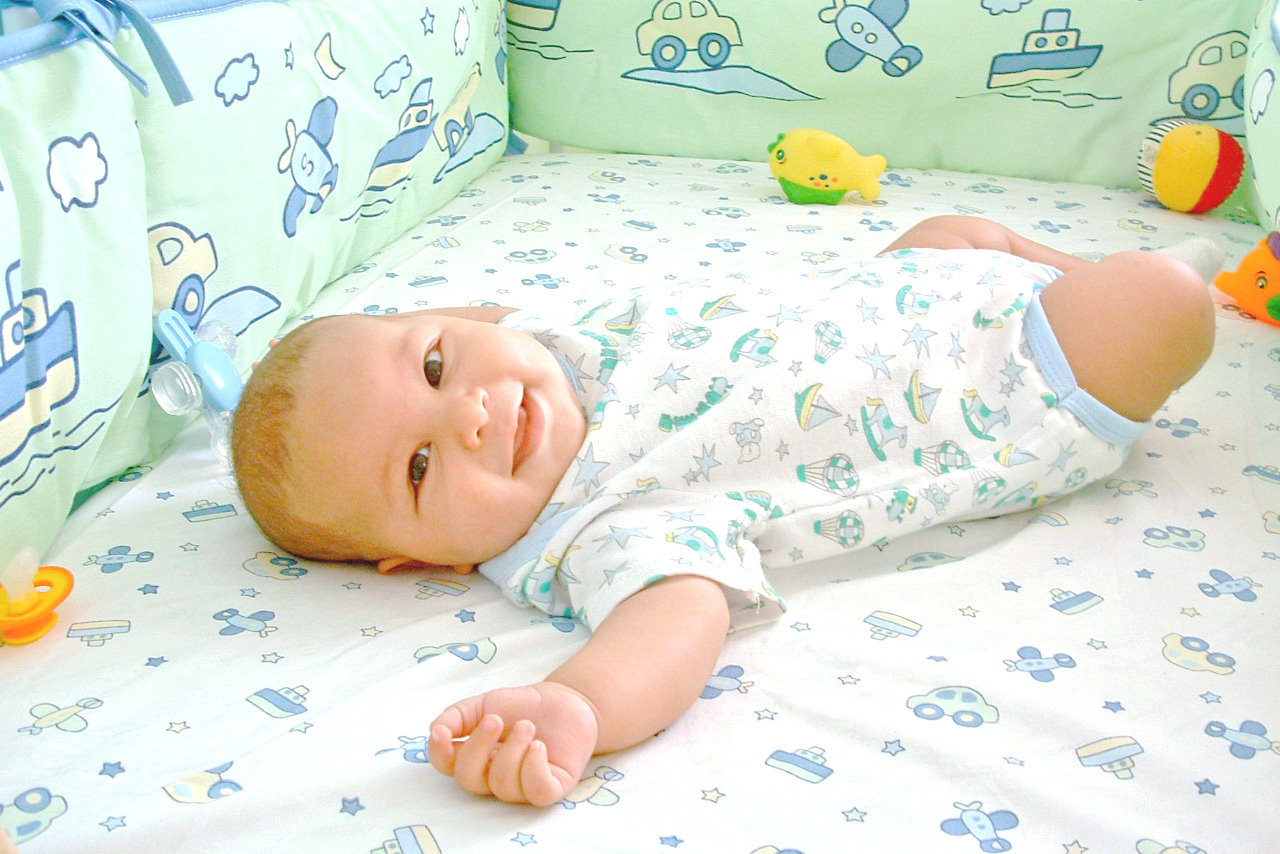
赤ちゃんがほほ笑んだら、ほほ笑み返す。
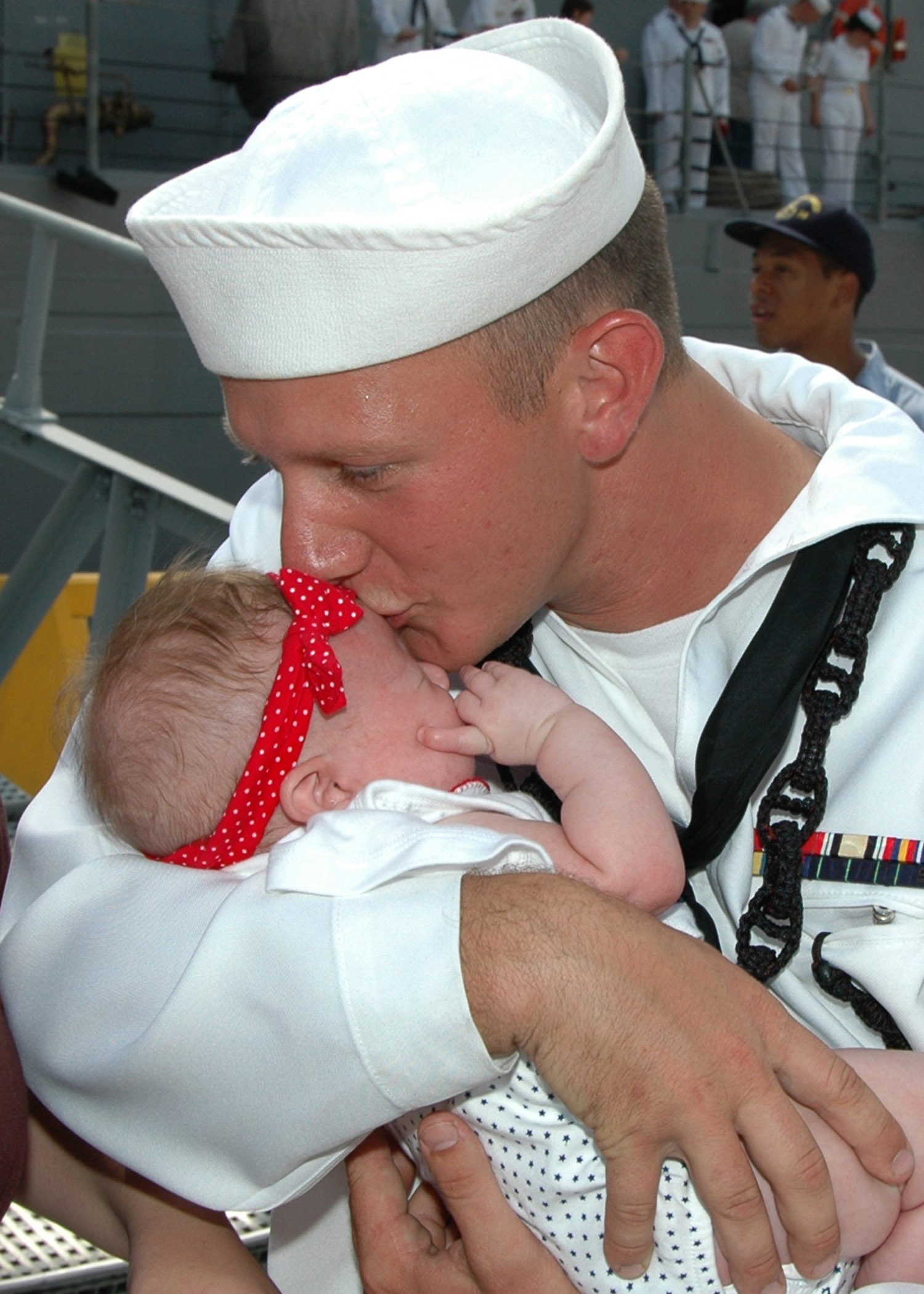
父親も、愛情を込めて赤ちゃんを抱いたりキスをしてやる。

## 育児の具体的内容

### 食事

#### 哺乳
新生児期から5か月頃までは哺乳による栄養補給を行う。母乳や育児用ミルクを与える。
乳児は体重に占める水分の割合が多く、体から蒸発する水分量（不感蒸泄量）も多いため脱水症状を起こしやすく、特に哺乳は重要である。

#### 離乳食

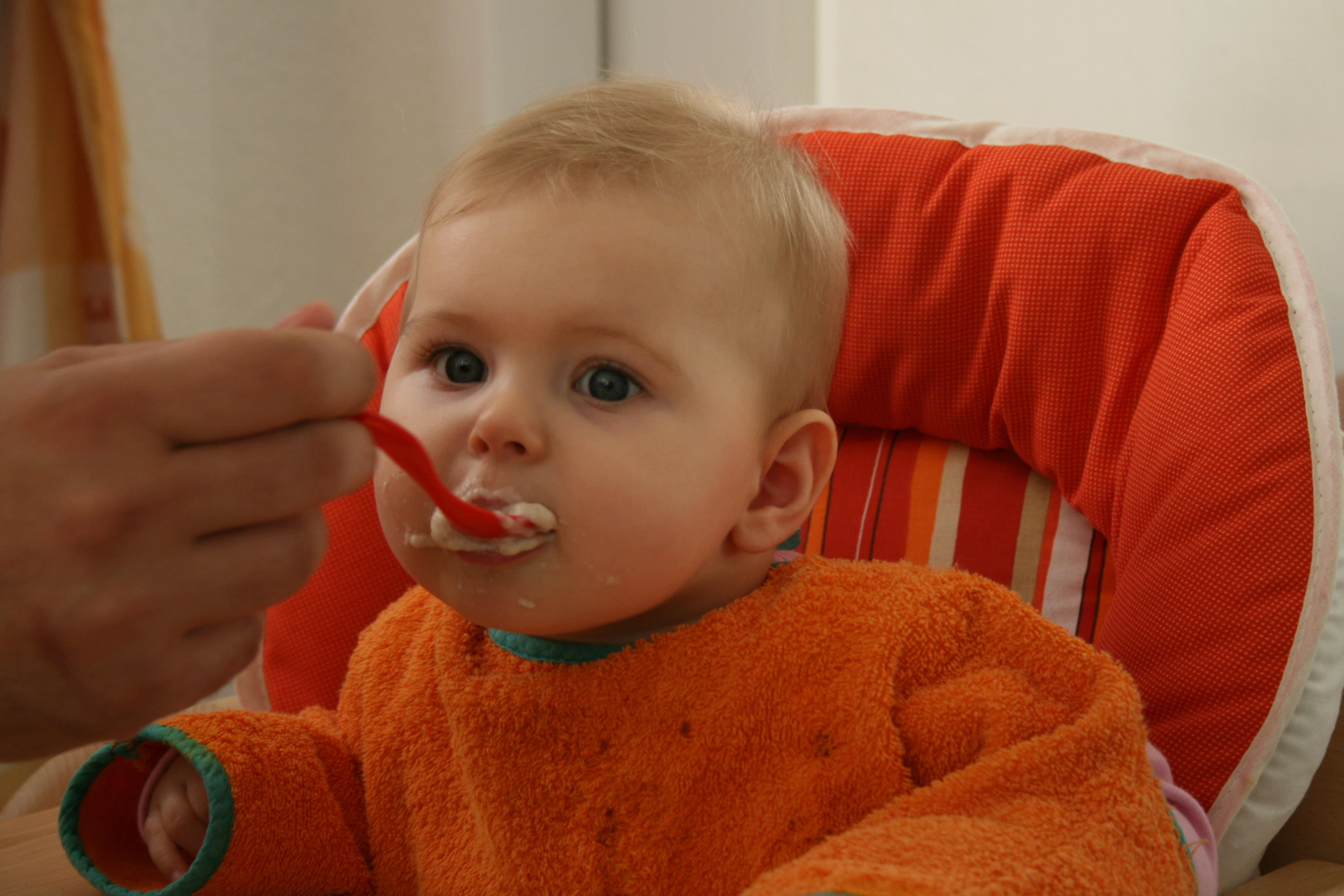
離乳食

成長に伴い母乳や育児用ミルクの乳汁だけでは不足するエネルギーや栄養素を補完するために幼児食に移行する過程を「離乳」といい、この時期に食べさせる食物を「離乳食」という。

### 生活

#### 入浴
乳児期は皮膚が弱く新陳代謝も激しいため清潔の維持が重要である。浴槽には新生児用のものがある。

#### 排泄
乳幼児には排泄が未だ確立されていないため一定期間おむつをはかせることが多い。排泄後、尿や便をふき取り、ローション・パウダーなどでかぶれを防がなければならない。
おしりふきは化粧品基準に基づいて設計・製造された基布含浸型化粧品である。日本では医薬品、医療機器等の品質、有効性及び安全性の確保等に関する法律（旧薬事法）の適用を受ける製品であるためウェットティッシュとは製造の基準が異なる。ウェットティッシュには油脂の除去のためのアルコールや洗浄剤を含んでいる製品があるため乳児の肌を傷めるおそれがある。

#### トイレット・トレーニング
2歳近くなってくると、膀胱が大きくなり、尿を溜める働きがほぼ完成し、2時間ぐらいはオムツが濡れないことが多くなる。この時期において態度で教えられるようになっており、オマルやトイレの便座に座ることを嫌がらなければ、トイレット・トレーニングを始めるタイミングである。うまくできたら大いにほめ(英語:Praise)、失敗しても叱らないことが重要であるとされる。

## 育児の分担と課題
- ワンオペ育児　一人で育児（+家事）をおこなうことを「ワンオペ」という用語から派生し「ワンオペ育児」と呼ぶことがある[12][13]。
- 父親がとる育休
- 保育所
- ベビーシッター